# Chevrolet Lumina APV

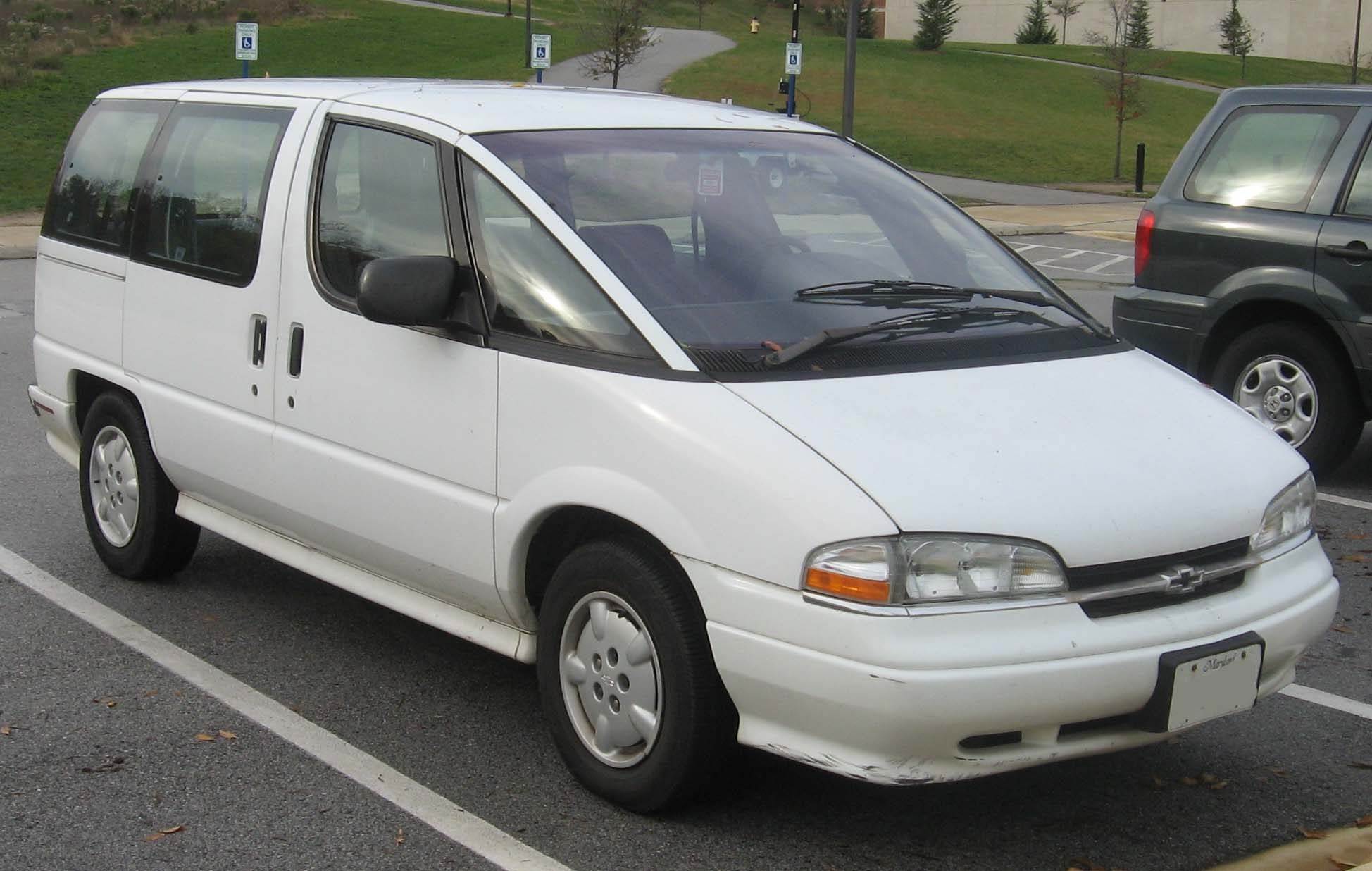
1994–1996

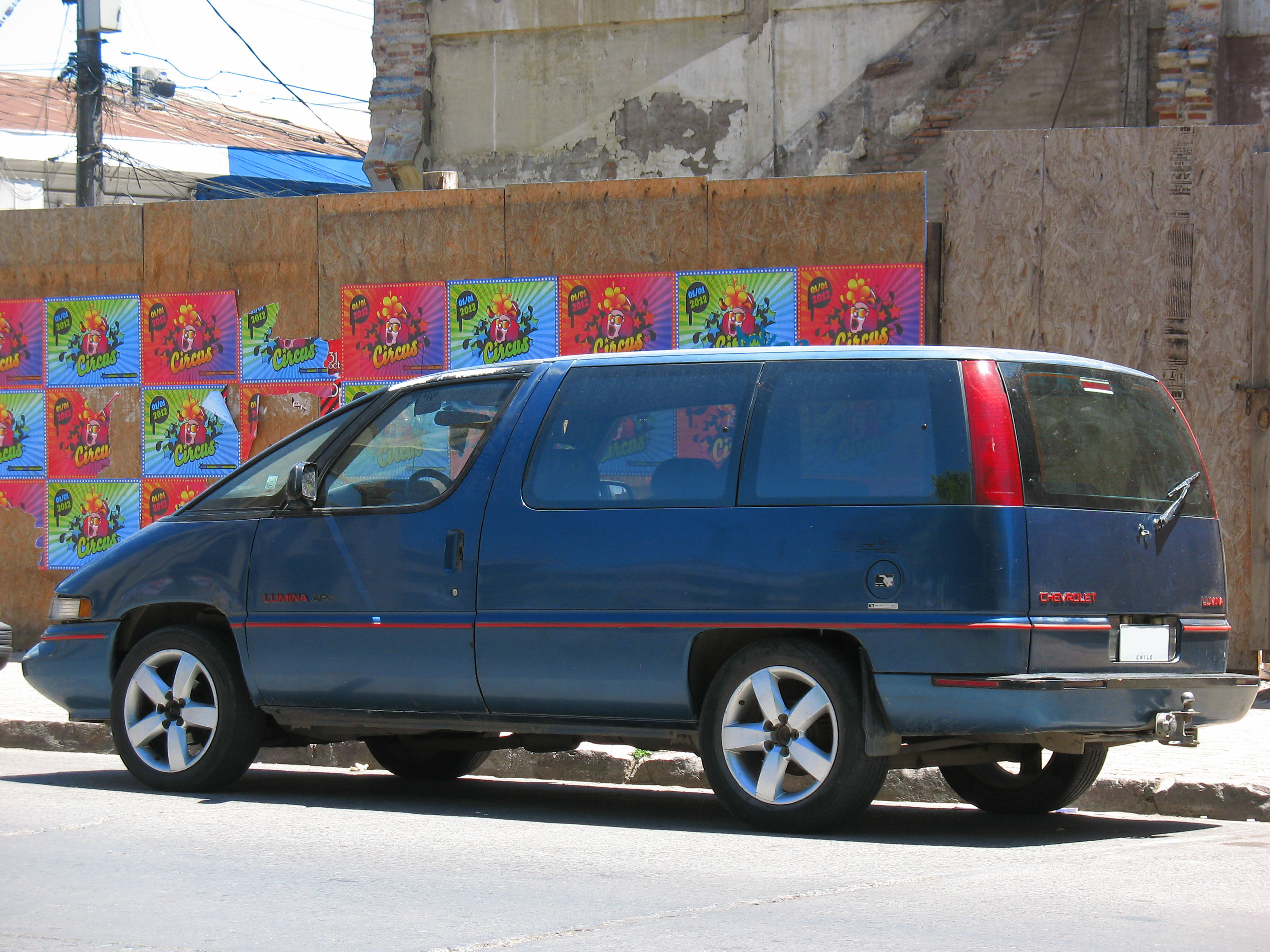
Heckansicht

Der Lumina APV war ein Van, der von Chevrolet, einer GM-Division, in den Modelljahren 1990 bis 1996 hergestellt wurde. Seine Schwestermodelle waren der Pontiac Trans Sport und der Oldsmobile Silhouette.

## Hintergrund
Der erste Versuch von General Motors, einen Van als Konkurrenz zu Dodge Caravan und Plymouth Voyager zu bauen, der Chevrolet Astro und sein Zwilling GMC Safari, schaffte es nicht, an Chryslers fast vollständigen Dominanz des Van-Marktes in den späten 1980er-Jahren Wesentliches zu ändern, so startete man einen zweiten Versuch. Der Lumina APV wurde als Teil einer geplanten kompletten Lumina-Baureihe herausgebracht, die dann aber tatsächlich nur aus einer Limousine und ebendiesem Van bestand. APV steht für „All Purpose Vehicle“ (Allzweckfahrzeug). Der Wagen selbst war wandlungsfähig und zeigte einige technische Neuerungen, aber das ungewohnte „spacige“ Äußere konnte die Van-Kunden nicht überzeugen.

## Technologie und Neuerungen
Die Wagen wurden im heute stillgelegten GM-Werk in Tarrytown (New York) montiert und basierten auf der GM-U-Plattform, die aus einem verzinkten Fachwerkrahmen aus Stahl („Spaceframe“) bestand, der mit GFK-Karosserieteilen beplankt war, die resistent gegen kleinere Beschädigungen waren. Diese Fertigungstechnik war für den Pontiac Fiero entwickelt worden und wurde von GM weitgehend für die Produkte ihrer Saturn-Division eingesetzt. Das Fahrzeug teilte sich auch Komponenten mit der GM-A-Plattform.
Der Lumina APV war als Siebensitzer erhältlich, wobei die fünf hinteren Sitze leicht (15,4 kg) und beliebig im Laderaum kombinierbar waren. Ab 1994 gab es auf Wunsch fest eingebaute Kindersitze, was die Möglichkeit eröffnete, zwei der hinteren Sitze mit einem Zug an einem angebauten Hebel von Erwachsenen- zu Kindersitzen zu machen.
Der Lumina APV war als einziges der drei Schwestermodelle auch als Lieferwagen verfügbar. Er hatte Gummimatten anstatt der Teppiche, keine Rücksitze und lackierte Kunststoffeinsätze an Stelle der hinteren Seitenfenster.
Die Wagen waren auf Wunsch mit einer Niveauregulierung ausgestattet, außerdem ermöglichte ein mitgelieferter Schlauch, die Reifen oder Sport- und Spielgeräte aufzupumpen.
Zuerst wurde ein 3,1-l-V6-Motor mit 120 hp (90 kW) eingesetzt, der von der Presse als angemessen  eingestuft wurde.
Im Modelljahr 1992 bekamen der Lumina APV und seine Schwestermodelle zusätzlich auf Wunsch einen 3,8-l-V6-Motor von Buick mit einer maximalen Leistung von 170 hp (127 kW). Dieser Motor entwickelte ein deutlich höheres Drehmoment und beschleunigte die Wagen besser, was sie zu den bestmotorisierten Vans ihrer Zeit machte, bis der Ford Windstar mit seinem maximal 200 hp (149 kW) starken 3,8-l-V6-Motor im Modelljahr 1996 herauskam.
Ab dem Modelljahr 1994 gab es fernbedienbare, elektrische Schiebetüren.
In den Modelljahren 1994 und 1995 war eine Traktionskontrolle zusammen mit dem 3,8-l-V6-Motor erhältlich.

## Verkaufserfolg
Das Design dieser Vans wurde sehr kontrovers diskutiert. Als der Chevrolet Lumina APV und seine Schwestermodelle entworfen wurden, hatte noch niemand die Vermarktung sportlicher Vans erprobt, aber bei GM dachte man, dass dies ein großes Marktsegment werden könnte. Die Vans wurden so konstruiert, dass sie niedriger und schlanker ausfielen als alle vergleichbaren Wagen anderer Marken in diesem Markt. Die lange und flach geneigte Windschutzscheibe und der resultierende große Abstand zu deren Unterkante sorgte für ein ungewohntes Fahrgefühl, bis sich der Fahrer an die veränderten Dimensionen gewöhnt hatte. Automagazine nannten die neuen Vans wegen ihrer typischen Seitenansicht „Dustbusters“ (Staubsauger).
Als Antwort auf die Kritik der Käufer an dem Avantgarde-Styling der Fahrzeuge (und jährlichen Produktionszahlen die um etwa 50 % bis 1992 unter den von General Motors erwarteten 150 000–200 000 Fahrzeugen lagen), den Bewertungen potentieller Käufer, Veröffentlichungen in Motormagazinen und sogar Häme in den Werbefilmen von Chrysler entschloss man sich 1994, dem Lumina APV und dem Trans Sport ein Facelift angedeihen zu lassen. Die Nase wurde um 3″ (75 mm) verkürzt und die A-Säulen waren nicht mehr schwarz lackiert, um den Wagen ein konventionelleres Aussehen zu verleihen. Zusätzlich gab es eine Kante innen auf dem Armaturenbrett, um die sichtbare Distanz zur Windschutzscheibenunterkante zu verringern.

## Produktionsende
Die Produktion dieser Vans wurde 1996 eingestellt und das Werk in Tarrytown, das seit 1900 bestand, geschlossen und abgerissen.
Der Lumina APV wurde durch den Venture ersetzt, ein ganz neues Fahrzeug mit konventionellem Stahlrahmen-Monocoque und gewöhnlichem Styling.

## Von Jahr zu Jahr

### 1991
- Kundenbeschwerden über Spiegelungen des enormen Armaturenbrettes in der Windschutzscheibe führen zur Installation eines schwarzen Teppichs auf dem Armaturenbrett anstatt der bisherigen Kunststoffoberfläche.

### 1992
- In diesem Jahr war der 3,8-l-V6-Motor von Buick mit 127 kW neu im Angebot in Verbindung mit einem elektronisch gesteuerten, vierstufigen Automatikgetriebe 4T60-E.
- Der im Bereich der Spritzwand montierte Radioantennenmast verschwand und wurde durch eine Dachantenne zwischen Blechdach und Dachhimmel ersetzt.
- Die festen Rückspiegel wurden gegen bewegliche ausgetauscht, die zudem auch noch größer ausfielen.
- Die Bremsen wurden vergrößert und serienmäßig mit ABS versehen.

### 1993
- Eine fernbetätigte, elektrische Schiebetüre wurde zwar angekündigt, aber erst im Folgejahr produziert.
- Eine überarbeitete Mittelkonsole mit größeren Schalter für die Klimaanlage und großen Ablagen wurde hinzugefügt.

### 1994
- Das Styling der Wagen wurde überarbeitet und die Nase um 75 mm gekürzt, die Scheinwerfer des Pontiac Bonneville eingesetzt und die A-Säulen nicht mehr schwarz, sondern in Wagenfarbe lackiert, damit die Wagen den Konkurrenzprodukten ähnlicher sehen.
- Um den Abstand zwischen Armaturenbrettkante und Unterkante der Windschutzscheibe geringer erscheinen zu lassen, wurde das Armaturenbrett mit einer zusätzlichen Kante versehen.
- Die elektrische Schiebetüre (s. 1993) wurde als Extra in die Produktion eingeführt.
- Eingebaute Kindersitze in der zweiten Sitzreihe wurden auf Wunsch erhältlich.
- Ebenfalls auf Wunsch gab es eine Traktionskontrolle.
- Die abgedunkelten Heckfenster wurden noch stärker eingefärbt.
- Ein Airbag auf der Fahrerseite wurde serienmäßig.

### 1995
- Elektrische Türschlösser, die mit der Parkfunktion des Automatikgetriebes entriegeln und bei jeder anderen Stellung des Wählhebels automatisch verriegeln, wurden als Standardfunktion im auf Wunsch erhältlichen Türschlosspaket eingeführt.

### 1996
- Letztes Produktionsjahr. Der APV wurde durch den Venture ersetzt.
- Der 3,1-l- und der 3,8-l-V6-Motor fielen aus der Fertigung, der 3,4-l-V6-Motor mit 180 hp (134 kW) maximaler Leistung und einem maximalen Drehmoment von 277 Nm wurde zur einzig verfügbaren Motorisierung.[9]
- Die Traktionskontrolle war nicht mehr lieferbar.